# Poprosi u obłakow
Poprosi u obłakow – debiutancki album studyjny rosyjskiej piosenkarki Poliny Gagariny wydany 12 lipca 2007 roku nakładem wytwórni АРС Records.
Płyta została wydana niedługo po wygranej piosenkarki w finale drugiej edycji rosyjskiej wersji programu Star Academy. Na krążku znalazło się dwanaście utworów, zarówno z rosyjskojęzycznym, jak i anglojęzycznym tekstem, a także remiks singla „Kołybiełnaja”.

## Single
Pierwszym singlem z płyty został utwór „Kołybiełnaja”, który ukazał się w 2005 roku. W 2006 roku premierę miały dwa kolejne single zapowiadające album, którymi zostały numery: „Ja twoja” i „Morning”. Czwartym, i ostatnim, singlem z płyty został utwór „Ja tiebia nie proszczu nikogda”.

## Lista utworów
Sporządzono na podstawie materiału źródłowego.
| Nr  | Tytuł utworu                     | Długość |
| --- | -------------------------------- | ------- |
| 1.  | „Ja twoja”                       | 2:50    |
| 2.  | „Wieter”                         | 3:37    |
| 3.  | „Give Up”                        | 2:52    |
| 4.  | „Morning”                        | 4:06    |
| 5.  | „Ja tiebia nie proszczu nikogda” | 4:12    |
| 6.  | „Pomniu”                         | 3:16    |
| 7.  | „Don’t Waste Your Time”          | 3:05    |
| 8.  | „Prikosnowienija”                | 3:18    |
| 9.  | „Ty moj”                         | 3:18    |
| 10. | „Time Stop”                      | 4:04    |
| 11. | „Kołybiełnaja”                   | 3:29    |
| 12. | „Kołybiełnaja” (Remix)           | 3:40    |
|     |                                  | 41:47   |